# Font de Peguera (el Pont d'Orrit)
La Font de Peguera és una font del terme municipal de Tremp, del Pallars Jussà, a l'antic terme ribagorçà de Sapeira, en territori del poble del Pont d'Orrit.
Està situada a 680 m d'altitud, a llevant del Pont d'Orrit, a peu de la pista -al costat nord, en un revolt pronunciat- que mena a Sapeira i Esplugafreda. És al lloc anomenat Peguera, a llevant de Casa Mundet i la Borda de Mariana.